# 贝尔多夫 (德国)
贝尔多夫是德国石勒苏益格－荷尔斯泰因州的一个市镇。总面积11.96平方公里，总人口294人，其中男性145人，女性149人（2011年12月31日），人口密度25人/平方公里。